# Sportovní Klub Kladno
Lo Sportovní Klub Kladno, spesso abbreviato in SK Kladno, è una società calcistica ceca con sede nella città di Kladno. I suoi colori sociali sono il bianco e il blu. Gioca allo stadio Frantiska Kloze di Kladno. Oggi gioca in terza divisione.
La società ha anche una sezione di calcio a 5 la cui prima squadra ha giocato nella Futsal Liga, prima divisione del campionato ceco di calcio a 5, sino alla stagione 2008/2009 quando è retrocessa in seconda divisione.

## Palmarès

### Competizion nazionali
- Druhá Liga: 1

2005-2006

### Altri piazzamenti
- Campionato cecoslovacco:

Secondo posto: 1919
Terzo posto: 1933-1934, 1946-1947
- Coppa Mitropa:

Semifinalista: 1961